# Афирмативна акција
Афирмативна акција (познатија као резервација у Индији и Непалу и позитивна дискриминација у Уједињеном Краљевству; у ужем контексту такође знана као правичност при запошљавању у Канади и Јужноафричкој Републици) јесте политика фаворизовања чланова депривилегованих група који су трпели, или и даље трпе, дискриминацију унутар одређене културе. Често су ови људи депривилеговани услед историјских разлога, као што су репресија или ропство. Историјски и на међународном плану, подршка афирмативној акцији тежи циљевима као што су премошћавање неједнакости при запошљавању, повећање могућности образовања, промоција разноврсности и исправљање очитих грешака и сметњи у прошлости. Природа политике афирмативних акција варира у зависности од регија. Неке државе, као што је Индија, користе квотни систем, где одређени постотак владиних послова, политичких позиција и радних места у школству мора бити резервисан за припаднике неке мањинске групе. У другим регијама где квотни систем није заступљен, мањине имају преференцијални третман.
Године 1989, „Међународном конвенцијом за елиминацију свих облика расне дискриминације” прописано је (члан 2, став 2) да програме афирмативне акције треба да спроводе све државе потписнице, како би се дискриминација искоренила. У Конвенцији се такође наводи да програми „ни у ком случају неће захтевати одржање неједнаких или засебних права за чланове различитих социјалних група, када се мере због којих су предузети, остваре”.
Поједине државе, као што је Индија, резервишу политичка места, као и места у струци и образовном систему за чланове депривилегованих група. Постотак се креће од 30 (на националном нивоу) до 70 (у провинцији Тамил Наду). У САД, афирмативна акција у сфери запошљавања и едукације била је предмет судских и политичких контроверзи, а 2003. године, паром одлука Врховног Суда САД (Гратер и Болинџер и Грац и Болинџер) дозвољено је образовним институцијама да расу узимају у обзир при упису студената, док је коришћење квота забрањено. У другим државама, као што је Уједињено Краљевство, афирмативна акција сматра се незаконитом јер не третира све расе подједнако. Овај приступ једнаком третману описан је као „слеп за боје”. У таквим државама, фокус јесте на пружању једнаких шанси, на пример - циљане рекламне кампање које охрабрују припаднике мањина да ступе у радни однос у полицији. Ово је понекад описивано као „позитивна акција”.
Противници афирмативне акције, као што је Џорџ Шер, верују да афирмативна акција девалвира постигнућа људи изабраних на основу припадништва одређеној друштвеној групи пре него на основу њихових квалификација, што је чини контрапродуктивном. који понекад афирмативну акцију карактеришу као „обрнуту дискриминацију”, даље тврде да она ствара и одређене нуспојаве, поред неуспеха у остварењу зацртаних циљева. На пример, идеја „неусаглашеност” сугерише да афирмативна акција може да пласира студенте на факултете за њих претешке, увећавајући њихове шансе да се са истих испишу.

## Порекло
Термин „афирмативна акција” први пут је употребљен у САД у „Извршној наредби број 10925”, коју је потписао тадашњи председник Џон Кенеди, 6. марта 1961. године. Наредба је укључивала меру обавезујућу за све владине службенике, који „треба да предузму афирмативну акцију како би осигурали запослење апликаната, док се запослени морају третирати подједнако, без обзира на расу, вероисповест или националност”. Коришћена је за промоцију акција које за резултат имају недискриминацију. Године 1965, председник Линдон Џонсон издао је „Извршну наредбу број 11246” где су владини службеници били у обавези да предузму афирмативну акцију, која би омогућила апсолутну једнакост при запошљавању. Ова наредба је спречила послодавце да дискриминишу припаднике депривилегованих група. Године 1967. и пол је додат на листу против дискриминације.
Афирмативна акција тежи да омогући једнаке шансе мањинским групама унутар неког друштва и тако им пружи све погодности које уживају они у већини.
Често је на влади и образовним институцијама велика одговорност - да обезбеде мањинама активну партиципацију у свим сферама једног друштва.
Заговорници афирмативне акције исту оправдавају тврдњом да она помаже да се исправе неправде нанете дискриминацијом, прогоном или експлоатацијом од стране владајуће класе, као и постојање намере да се на ту дискриминацију скрене пажња широј јавности.

## Жене
Неколико различитих студија бавило се истраживањем ефеката афирмативне акције на женама. Куртулус, у свом прегледу афирмативне акције и професионалног унапређења мањина и жена у периоду од 1973. до 2003. године, показује да је ефекат афирмативне акције на аванзовање црних, Латино и белих жена у менаџменту, професионалним и техничким занимањима узео маха током 70-их и 80-их година прошлог века. Током овог периода, предузетници су увећавали удео ових група брже него непредузетници, због имплементације афирмативне акције. Међутим, позитифни ефекат афирмативне акције нестао је у потпуности крајем 80-их годинама. Куртулус наводи да је могући узрок застоја политичка промена афирмативне акције започета од стране председника Регана. Поставши федерални предузетници, беле жене су повећале свој удео у професионалним занимањима за 7,3% у просеку за ове три декаде, док су црне жене повећале свој удео за 3,9%. Латино жене и црнци су увећали свој удео за 7,7 и 4,2%. Ово представља суштински допринос афирмативне акције трендовима аванзовања жена и мањина у претходне три декаде, када је вршено истраживање. Даља студија спроведена од стране Ким и Ким, узела је у обзир утицај четири примарна фактора која подржавају програме афирмативне акције за жене: пол, политички фактори, психолошки фактори и социјална структура. Открили су да „афирмативна акција коригује постојеће неправично поступање и даје женама једнаке шансе у будућности”.

## Квоте
Закон о квотама и афирмативној акцији разликује се од нације до нације. Квоте базиране на кастама користе се у Индији за ограђивање. Међутим, илегалне су у САД, где ниједан послодавац, универзитет или било који други ентитет не може да одређује број субјеката у зависности од расе.
Године 2012, Европска комисија одобрила је план где би жене сачињавале 40% неизвршних одбора у великим европским компанијама до 2020. У Шведској, Врховни суд је одлучио да етничке квоте афирмативне акције на универзитетима представљају дискриминацију, те су стога незаконите - захтеви при упису треба да буду једнаки за све. Министар правде рекао је да одлука није оставила простора за несигурност.

## Национални приступи
У појединим државама у којима је на снази закон о расној једнакости, афирмативна акција сматра се илегалном јер не третира све расе подједнако. Овај приступ једнаком третману понекад се описује као „слеп за боје”, у нади да је ефективан у борби против дискриминације без појаве обрнуте дискриминације.
У таквим државама, тежи се остваривању једнаких шанси за све и, на пример, циљаним рекламним кампањама које треба да охрабре етничке мањине да се пријаве за послове у полицији. Ово се понекад описује као „позитивна акција”.

### Африка

#### Јужна Африка

##### Апартхејд
Влада апартхејда, као ствар државне политике, фаворизовала је компаније у поседству белаца, поготово Африканера. Раније поменута политика постигла је жељене резултате, али је у том процесу довела до маргинализације или потпуног искључења црнаца. Вичнији послови такође су били резервисани за белце, док су црнци искоришћавани као неквалификована радна снага, подстакнути од стране закона који су само „обогатили палету боја” у јужноафричком послодавству. Касније су белци успешно натерали владу да донесе законе који су знатно ограничавали шансе црнаца да се запошљавају.
Од 60-их година прошлог века апардхејдски закони су ослабљени. Консеквентно, од 1975. до 1990. плате црнаца у занатским радионицама порасле су за 50%, док су код белаца порасле за само 1%.
Економско и политички структурирано друштво током апартхејда изазивало је диспаритете у запошљавању и приходима на тржиштима рада, која су обезбеђивала предности одређеним групама људи. Све ово је било разлог увођења афирмативне акције у Јужној Африци, која је резултирала потпуним поразом апартхејда.

##### Пост-апартхејд – Акт о правичности при запошљавању
Након транзиције 1994, влада вођена од стране Афричког националног конгреса донела је законе који би имплементирали афирмативну акцију како би исправили претходне дизбалансе (политика познатија као „правичност при запошљавању”). Сви послодавци били су у обавези да почну са запошљавањем претходно обесправљених група (црнаца, Индијаца, Кинеза и обојених). Повезан, али разнолик концепт јесте „оснаживање црначке привреде”.
Акт о правичности при запошљавању и акт о оснаживању црначке привреде теже да промовишу и остваре једнакост на радним местима, тако што ће људи који припадају одређеним групама узнапредовати на послу. Те групе укључују „обојене”, жене (и беле жене) и инвалиде (и беле инвалиде). Закони о правичности при запошљавању захтевају од компанија да запосле више од 50 људи који би дизајнирали и имплементирали планове који би побољшали демографију радне снаге, као и да те људе пријаве у Министарство рада.
Правичност при запошљавању је саставни део политике „оснаживања црначке привреде” коју води једна компанија и знатно детерминише њен скор: у релативно сложеном систему резултата, који дозвољава одређену флексибилност на начин којим свака компанија остварује своје законске обавезе, од сваке компаније се тражи да оствари минималне захтеве у погледу репрезентације претходно депривилегованих. У минималне захтеве спадају власништво капитала, репрезентација на нивоима запослених и менаџера (све до управних одбора), набавка од бизнис програма и програма социјалних инвестиција у власништву црнаца, између осталог.
Политике правичности при запошљавању и, делимично, оснаживања црначке економије, биле су критиковане и од оних који их виде као дискриминацију над белцима, и од оних који их виде као неуспешне.
Ови закони су скупо коштали мање компаније и умањиле су њихов економски раст. Можда ти закони дају одређену предност „црној средњој класи”, али такође могу да учине још сиромашнијима већ сиромашне црнце. Поврх тога, Врховни суд је утврдио да црнци могу да буду фаворизовани, али у пракси то не би требало да доводи до дискриминације других, иако је немогуће фаворизовати некога без дискриминације осталих.

##### Сврха афирмативне акције
Као што је раније наведено, афирмативна акција је уведена преко акта о правичности при запошљавању 1998. године, 4 године после краха апартхејда. Овај акт је усвојен како би се промовисало уставно право једнакости и како би ступила на снагу истинска демократија. Идеја је била елиминација дискриминације при запошљавању, осигуравање имплементације правичности при запошљавању како би се умањили ефекти дискриминације и тиме добила разноврсност радне снаге, да би се промовисао економски развој итд. Многи су подржавали акт: међутим, неки су дошли до закључка да је акт самом себи противречио. Акт елиминише неправичну дискриминацију у појединим секторима националног тржишта рада тако што је повећава у другим секторима.
Увођењем афирмативне акције, даље је оснажена „црначка привреда”. Њен циљ није било пуко моралисање о грешкама у прошлости, већ промоција раста и стратегија које би помогле држави да оствари свој пуни потенцијал. Идеја је била циљање најслабије карике у економији, а то је била неједнакост, и то би потпомогло развоју привреде. Ово је било евидентно у тврдњи Министарства трговине и индустрије: „Као таква, стратегија ставља акценат на процес оснаживања црначке привреде, који је повезан са растом и развојем, а не само прерасподелом постојећег богатства”. Сличности између „оснаживања црначке привреде” и афирмативне акције су очигледне; међутим, постоји разлика. „Оснаживање црначке привреде” више је фокусирано на једнакост при запошљавању него на одузимање постојећег богатства белцима.
Главни циљ афирмативне акције јесте остварење пуног потенцијала државе. Ова појава резултираће разноврсном радном снагом у привредном и друштвеном сектору, што ће проузроковати ширење економске базе и стимулисати економски раст.

##### Исходи
Када је примењена, било је много различитих исхода, и позитивних, и негативних.
Позитивни: Пре него што је уведена демократија, апартхејдске владе су дискриминисале све не-белце. Увођењем афирмативне акције, држава је почела да исправља претходне погрешке; била је фокусирана на борбу против структуралног расизма и расне неједнакости, у нади да ће се максимизирати диверзитет на свим друштвеним нивоима. Остваривање овога уздигло би статус ниже класе и омогућило једнак приступ свим друштвеним бенефицијама.
 
Негативни: Имплементиран је квотни систем, који је настојао да оствари свој циљ диверзитета радне снаге. Ово је утицало на запошљавање и ниво знања радне снаге, што је у крајњој инстанци утицало на слободно тржиште. Афирмативна акција маргинализовала је „обојене” и Индијце у Јужној Африци, као што је развијала и помагала средњу класу и елите, запостављајући нижу класу. Ово је створило још већи јаз између средње и ниже класе, што је довело до још веће сегрегације. Многи верују да је афирмативна акција у ствари обрнута дискриминација. Негативне последице афирмативне акције, посебно квотни систем, протерују квалификовану радну снагу, што за последицу има негативни економски раст, због чега постоји мало интересовања за инвестирање у Јужну Африку.
Из горенаведеног види се да концепт афирмативне акције континуирано еволуира.

### Азија

#### Израел
Политика афирмативне акције заснована на класној припадности инкорпорирана је у пријемној пракси на четири највећа универзитета у Израелу раних двехиљадитих. Приликом оцењивања подобности кандидата, финансијски статус, национална или етничка припадност не узимају се у обзир. Нагласак је на структурним слабостима, посебно на социо-економском статусу комшилука, крутости средње школе и понеким индивидуалним потешкоћама. Ова политика учинила је наведене четири институције разноврснијим него што би иначе биле. Пораст географског, економског и демографског диверзитета студентске популације сугерише да се план фокусира на структурне детерминанте угрожености.
Држављани Израела који су: жене, арапи, црнци или инвалиди имају право на афирмативну акцију при запошљавању у јавним службама и такође им се школовање на универзитетима финансира из државног буџета.

#### Индија
Резервација у Индији је облик афирмативне акције дизајниран да побољша постојеће стање мање заступљених заједница одређених првенствено кастинском припадношћу.

#### Кина
Постоји афирмативна акција за националне мањине у образовном систему. Она се односи на смањење минималних норми за пријемне испите на Националном Универзитету, који је мандаторан за све студенте. Неки универзитети одређују квоте за студенте мањина. Мањински студенти који похађају наставу на свом језику финансирани су из државног буџета и добијају месечну стипендију.

#### Малезија
Малезијска „нова економска политика” јесте још један облик афирмативне акције. Малезија обезбеђује мере афирмативне акције за већину јер генерално, Малежани имају ниже приходе од Кинеза који традиционално доминирају у подручјима бизниса и индустрије. Малезија је мултиетничка држава, где Малежани сачињавају 52% целокупне популације, Око 23% популације су Малежани кинеског порекла, а 7% чине Малежани индијског порекла. Током више од 100 година британске колонизације, Малежани су били дискриминисани при запошљавању, јер су Британци преферирали довођење миграната из Кине и Индије.
Средњи месечни приходи за Малежане, Кинезе и Индијце 1957. године били су 134, 288 односно 228 рингита. Године 1967. ситуација је била: 154, 329 и 245, а 1970—170, 390 и 300 рингита. Малежани су остварење независности видели као шансу за повратак на право место у социо-економском поретку сопствене државе, док су се немалежани противили владиним напорима да на прво место у политици и привреди постави Малежане.

#### Тајван
Закони донети 2004. године захтевају да фирма која има бар 100 запослених који желе да конкуришу за владине уговоре има бар 1% тајванских абориџина. Министарство образовања и Концил за абориџинске послове објавили су 2002. да ће ученици абориџинског порекла на Тајвану бити подигнути за 33% од основног учинка на пријемним испитима, уколико покажу знање на свом племенском језику или култури. Проценат припомоћи је варирао, а тренутно износи 35%.

#### Шри Ланка
Године 1981. политика стандардизације на универзитетима у Шри Ланки је уведена као програм афирмативне акције за студенте из области са ниском стопом едукације. Владе које су наследиле колонијалне власти гајиле су мит да су Британци фаворизовали хришћане и Тамиле читавих 200 година, колико је њихова империјална власт трајала. Међутим, Синхалежани су у ствари имали највише користи од трговине и планташких култура, а њихов језик и култура, као и религија будизма, били су заступљени у школама, за разлику од Тамила који су учили енглески све до остварења независности. Њихово познавање енглеског сеже још од америчких хришћанских мисионара. Ово је забринуло Британце, који су страховали да ће њихове трговинске везе са Синхалежанима бити нарушене, те су их послали у тамилске области да исте подучавају, верујући да неће бити никаквих последица услед њихове малобројности. Тамили, због случајне користи од учења енглеског, стицали су услове за рад у државним службама науштрб Синхалежана. Мит „завади па владај” није истинит. Политика стандардизације захтевала је од Тамила много више оцене како би били примљени на факултете. Да ова политика није уведена, не би дошло до грађанског рата. Та политика чист је пример дискриминације над Тамилима, јер није имала никакву реалну основу.

### Европа

#### Немачка
Члан 3, Основног закона Немачке, предвиђа једнака права свих људи без обзира на пол, расу или социјално порекло. Постоје програми у којима се наводи да ако мушкарци и жене имају једнаке квалификације, жене морају имати предност за посао, док инвалиди треба да се посматрају као особе без инвалидитета. Ово је типично за све позиције у држави и универзитетским службама од 2007. године. У последњих неколико година, вођене су јавне дебате о томе да ли да се спроведу програми који ће омогућити женама привилегован приступ пословима у циљу сузбијања дискриминације. Немачка левица покренула је расправу о афирмативним акцијама у немачком школском систему. Према Стефану Зилиху, квота треба да буде „могућност“ да се помогне деци радничких класа која нису узорни ђаци у школи ради већих могућности за упис у гимназије (универзитетске-припремне школе). Директори гимназија су се успротивили, рекавши да ће ова врста политике „бити на штету“ сиромашне деце.

#### Норвешка
У свим јавним акционарским друштвеним одборима оба пола треба да буду заступљена са најмање 40%. Али ово се само односи на отприлике 400 предузећа од преко укупно 300 000.
Сејерштад и Опсал, у својој студији утицаја афирмативне акције на присуство друштвеног капитала жена директора у Норвешкој, су утврдили да постоји неколико одбора на челу са женом, од почетка спровођења афирмативне акције све до августа 2009. Следеће године пропорција одбора који предводе жене је повећан са 3,4% на 4,3%. Ово указује на то да закон има маргинални утицај. На почетку периода посматрања само 7 од 91 истакнутих директора су биле жене. Расна равнотежа променила се знатано током периода посматрања, док су на крају истраживања, 107 жена и 117 мушкараца постали истакнути директори. Ако се узме за узорак само три директорске позиције, од тога најмање 61,4% њих су жене. Приликом разматрања директора са седам или више директорских положаја, сви од њих су жене. Стога, афирмативна акција повећава заступљеност женске популације у оквиру директорских положаја.

#### Румунија
Ромима се додељују квоте за приступ јавним школама и државним универзитетима. Постоје докази да неки етнички Румуни користе систем квота тако да се могу сами поставити на положаје у оквиру универзитета, што је критиковано од стране представника Рома.

#### Русија
Систем квота је постојао у Совјетском Савезу за различите друштвене групе, укључујући етничке мањине (као надокнаду за своје „културне заосталости“), жена и фабричких радника.
Квоте за приступ високом образовању, канцеларије у Совјетском систему и Комунистичкој партији, нпр, за положај првог секретара Совјетског републичког (или Аутономне републике) страначког одбора који је представник „носеће националности“ ове републике.
Модерна Русија задржава овај систем, делимично. Квоте су укинуте, међутим, преференције за неке етничке мањине и становнике појединих подручја су и даље присутни.

#### Словачка
Уставни суд прогласио је у октобру 2005. године да је афирмативна акција, односно „давање предности за људе једне етничке или расне групе мањина“, против Устава.

#### Уједињено краљевство
У Великој Британији је свака дискриминација и фаворизовање због пола, расе и националности, између осталих „заштићених карактеристика“, генерално илегална из било ког разлога у образовању, запошљавању, током комерцијалне трансакције, у приватном клубу или удружењу, и приликом коришћења јавних услуга. Законом о равноправности 2010. успостављена су начела једнакости и њихове примене у Великој Британији.
Специфични изузеци укључују:
1. део северноирског процеса за мир, споразум „Велики петак“, и резултат Патерн извештаја неопходан полицијској служби Северне Ирске за запошљавање 50% припадника католичке заједнице, и 50% протестантске и других заједница, како би се смањила могућа пристрасност према протестантима. Овај поступак је касније назван „мера 50:50“.[62]
2. актом „сексуалне дискриминације” (председничких кандидата) из 2002, дозвољено је коришћење списка са свим кандидатима женског пола, како би се могло изабрати што више жена кандидата за изборе.[63]

#### Финска
У неким програмима високошколског образовања, као што је право и медицина, постоји ограничен број особа (квота) које могу да достигну одређени стандард вештина на шведском језику; за ове студенте, образовање је делимично уређено на шведском. Сврха одређеног броја примљених кандидата јесте да гарантује довољан број стручњака са вештинама, образованих на матерњем језику за потребе широм земље. Систем квота је критикован од стране већине становништва Финске, од којих неки сматрају да је систем неправедан. Поред ових лингвистичких квота, жене могу, кроз преференцијални третман при запошљавању, добити одређене послове у јавном сектору, ако постоји неравнотежа полова у одређеној области пословања.

#### Француска
Разлике на основу расе, религије или пола нису дозвољене још од француског Устава из 1958. године. Од 1980, француска верзија афирмативне акције на основу суседства, на првом месту, има основно и средње образовање. Неке школе, у насељима са ознаком „приоритетна зона образовања“, одобравају више средстава од осталих. Ученици из ових школа такође имају користи од посебних правила у одређеним институцијама.
Министарство одбране је покушало 1990. године да омогући младим француским војницима северно-афричког порекла да се лакше унапреде у виши чин и добију возачке дозволе. Након снажног протеста од стране младог француског поручника у часопису Министарства одбране Републике Француске, возачка дозвола и чин су му онемогућени. После избора Саркозија, нови покушај у корист арапско-француских студента је направљен, али Саркози није добио довољну политичку подршку да промени француски устав. Међутим, ајви лига у француским школама спроводи конкретне активности које су дужне да преузму одређени број студената из сиромашних породица.
Осим тога, угледајући се на норвешки пример, након 27. јануара 2014. године, жене морају да представљају најмање 20% чланова одбора на свим берзама у приватном или државном власништву. Након 27. јануара 2017. године, проценат ће се повећати на 40%. Сва именовања мушкараца за положај директора ће бити неважећи, док се не испуни дата квота, а новчане казне могу бити примењиване за друге директоре који су постављени на положај.

### Северна Америка

#### Канада
Селекција једнакости Канадске повеље о правима и слободама изричито дозвољава афирмативну акцију, иако Повеља не захтева закон који даје преференцијални третман. Став 2, у члану 15, наводи да одредбе о равноправности „не искључују било који закон, програм или активност која има за циљ ублажавање услова угрожених појединаца или група, укључујући оне које су у неповољном положају због расе, националног или етничког порекла, боје коже, религије, пола, старости и психичког или физичког инвалидитета“.
Канадски Закон о запошљавању захтева од послодаваца у федерално-регулисаној индустрији, да се преференцијални третман омогући за четири одређене групе: жене, особе са инвалидитетом, домородачким расама и мањинама са видљивим недостацима. Мање од једне трећине канадских универзитета нуде алтернативне услове уписа за студенте домородачког порекла. На пример, на северу Канаде, неке институције људима домородачког порекла дају предност за послове и образовање и имају статус П1. Недомородачке расе које су рођени, или су боравили већи део живота на истом подручју, имају статус П2, као и жене и особе са инвалидитетом.

#### Сједињене Америчке Државе
Концепт афирмативне акције уведен у раним 1960-их у САД, као начин за борбу против расне дискриминације у процесу запошљавања, а касније се проширио и на родне дискриминације. Афирмативна акција је први пут спроведена од стране председника Џона Кенедија 6. марта 1961. године, која тражи да послодавци „не дискриминишу било ког запосленог или кандидата за запошљавање због расе, вере, боје или националног порекла“, и „предузму конкретне мере како би се осигурало да су кандидати запослени, као и да се запослени третирају приликом запошљавања, без обзира на расу, веру, боју или национално порекло“.
Дана 24. септембра 1965, председник Линдон Џонсон потписао је Извршну наредбу 11246, чиме се замењује Извршна наредба 10925 и потврђује се посвећеност владе „да промовише и реализује једнаке могућности запошљавања кроз позитиван, сталан програм у сваком извршном одељењу и агенцији“. Афирмативна акција се почела односити на жене у оквиру Извршне наредбе 11375, којом је измењена Извршна наредба 11246 13. октобра 1967, додавањем „пола“ на листу заштићених категорија.
Афирмативна акција је била предмет бројних судских случајева и доведена је у питање након њеног уставног легитимитета. У 2003. години, одлука Врховног суда о афирмативној акције у високом образовању (Гратер против Болинџера, 539 САД 244 - Врховни суд 2003). Алтернативно, неки факултети користе финансијске критеријуме да привуку расне групе које су обично биле недовољно заступљене и обично имају лошије животне услове. Неке државе, као што су Калифорнија (Калифорнијска иницијатива за грађанска права), Мичиген (Мичигенска иницијатива за грађанска права), и Вашингтон (Иницијатива 200), обухватају уставне амандмане којима се забрањују да јавне институције, укључујући и јавне школе, практикују афирмативне акције у својим државама. Конзервативни активисти тврде да факултети пажљиво користе нелегалне квоте за повећање броја мањина и покренули су бројне тужбе како би их зауставили.

### Океанија

#### Нови Зеланд
Припадници маорског или другог полинежанског порекла често имају бољи приступ универзитетским курсевима, или су неке стипендије издвојене посебно за њих. Афирмативна акција је омогућена ставом 73 Акта о људским правима 1993, и ставом 19, тачка 2 Повеље о правима Новог Зеланда 1990.

### Јужна Америка

#### Бразил
Неки универзитети у Бразилу (државни и федерални) створили су системе пожељних пријема за расне мањине (црнаца и Амероиндијанаца), сиромашних и особа са инвалидитетом. То су квоте до 20% слободних радних места резервисаних за особе са инвалидитетом у парничним јавним службама. Демократска странка оптужује Управни одбор Универзитета у Бразилији да су окренути ка „нацизму“, и поднела је жалбу Врховном Савезном суду против уставности квота Универзитета за мањине. Врховни суд је једногласно одобрио њихову уставност 26. априла 2012.

## Међународне организације

### Уједињене нације
Међународна конвенција о укидању свих облика расне дискриминације прописује, у члану 2, став 2, да се програми афирмативне акције могу затражити од земаља које су ратификовале конвенцију, како би се исправила систематска дискриминација. Она налаже, међутим, да такви програми „ни у ком случају не смеју имати за последицу одржавање неједнаких или различитих права за расне расне групе, како би циљеви због којих су предузете могли бити постигнути.“
Комитет за људска права Уједињених нација наводи да „начело једнакости понекад од држава чланица захтева да предузму конкретне активности у циљу смањења или елиминисања услова који узрокују или помажу одржавању дискриминације забрањене Пактом. На пример, у држави у којој су општи услови одређеног дела становништва спречити или умањити уживање људских права, држава треба да предузме конкретну акцију да исправи те услове. Таква акција може укључивати време неопходно одређеном делу популације, који су забринути постојећим преференцијалним третманом како би увидели његов значај у односу на остатак популације. Међутим, све док су такве мере потребне како би се исправила дискриминација, то је заправо случај легитимне диференцијације из Пакта.

## Подршка
Принцип афирмативне акције је промовисање друштвене једнакости кроз преференцијални третман економски-социјално угрожених људи. Ови људи су често у неповољном положају због историјских разлога, као што су угњетавања и ропства. Историјска и међународна подршка за афирмативне акције настоји да оствари низ циљева: превазилажење неједнакости у запошљавању и платама; повећање приступа образовању; побољшање материјалног стања, институционално и стручно руководство свих друштвених слојева; исправљање очигледне неправде из прошлости, или препреке посебно социјалног дизбаланса који је остао присутан након ропства и робовласничких закона.

### Анкете
Према анкети „Ју-Ес-Еј Тудеј” из 2005 године, већина Американаца подржава афирмативне акције за жене, док су ставови о мањинским групама били подељени. Међутим, незнатна већина Американаца не верује да афирмативна акција превазилази обезбеђивање приступа и указује на преференцијални третман. Анкета из јуна 2009. године констатује да 55% Американаца сматра да афирмативна акција у целини треба да се укине, иако постоји и подршка 55% њих да се она примени за особе са инвалидитетом. Анкета компаније Галуп из 2005. године показала је да 72% црних Американаца и 44% белих Американаца подржава расне афирмативне акције.  Подршка међу црнцима, за разлику од белачког становништва, нису биле у готово никаквој корелацији са политичком припадношћу.
Истраживање Квинипјак универзитета из 2009. године је показало да се 65% америчких бирача противи примени афирмативне акције према геј особама, док их је 27% подржало.
Леџер анкета спроведена у 2010. години указује да се 59% Канађана противи расој, полној, или етничкој припадности приликом запошљавања у државним пословима.
Анкета из 2014. године, Пју истраживачког института, показала је да 63% Американаца сматра да су програми афирмативне акције у циљу повећања заступљености мањина на колеџима „добра ствар“, у поређењу са 30% оних који су мислили да су „лоша ствар“. Наредне године, Галуп јо објавио анкету која показује да 67% Американаца подржаба афирмативне акције у циљу повећања заступљености женске популације, у поређењу са 58% оних који су подржали овакве програме у циљу повећања заступљености расних мањина.

## Критике
Противници афирмативне акције, као што је Џорџ Шер, верују да афирмативна акција девалвира достигнућа људи који се бирају на основу друштвене групе којој припадају, на основу њихових квалификација, чинећи афирмативне акције контрапродуктивим. Противници који понекад кажу да је афирмативна акција обрнута дискриминација, такође тврде да афирмативна акција има нежељене нуспојаве поред неуспеха да оствари своје циљеве. Они тврде да омета помирење, замењује старе дугове са новим, поткопава достигнућа мањина, и охрабрује појединце да се идентификују са угроженим групама чак иако то нису. Може да повећа расне тензије и користи привилегованијих припадника у мањинским групама на штету мање срећних.
Противници тврде да су предмети, као што су Фишер против Универзитета у Тексасу, неки од примера који показују како се обрнута дискриминација може одржати. У 2008. години, Абигејл Фишер, која је пореклом из Тексаса, тужила је Универзитет у Тексасу, тврдећи да јој је ускраћен пријем на факултет јер је „бела“. У таквим случајевима, трка на бази афирмативне акције постаје важан фактор у одлучивању ко ће бити примљен на универзитет, а Фишер је тврдила да је дискриминшуће неприхватање ученика према њиховој раси, као да такав поступак представља кршење законске заштите Четрнаестог амандмана, који обезбеђује једнаку заштиту и права свих грађана Сједињених Држава.
Амерички економиста и социјалполитички коментатор, Томас Сауел, идентификовао је неке негативне резултате трке на бази афирмативне акције у својој књизи Афирмативна акција широм света: Емпиријско истраживање. Сауел пише да правила афирмативне акције подстичу непожељне групе да себе означе члановима пожељних група (тј. приоритетних корисника афирмативне акције), они имају корист, односно првенствено више среће од пожељне групе (нпр. средње класе црнаца), често на штету мање срећних који нису међу пожељним групама (нпр. белци и Азијати); а друго зато што може да се покаже као узалудно, што представља губитак за друштво у целини; и повећавају анимозитет према жељеним групама.

### Неусаглашеност
Неусаглашеност је термин који указује на негативан ефекат који има афирмативна акција када се на основу ње поставља студент на колеџ који је сувише тежак за њега или њу. На пример, према теорији, у одсуству афирмативне акције, студент ће бити примљен на колеџ који одговара његовој или њеној академској способности и који имају добре шансе да дипломирају. Међутим, према теорији неусаглашености, афирмативна акција често поставља студента на колеџ који је сувише тежак за њега или њу, а то повећава шансе студената да прекину студирање. Тако, према теорији, афирмативна акција утиче на добронамерну корист, јер повећава брзину напуштања колеџа.
Доказ који иде у прилог теорији неусаглашености представио је Гејл Хериот, професор права на Универзитету у Сан Дијегу и члан Комисије САД о грађанским правима, 24. августа 2007. године у чланку објављеном у „Вол Стрит џурналу”. У чланку се наводи студија из 2004, која је спроведена од стране професора Ју-Си-Ел-Еј, Ричарда Сандера и објављена у Станфорд ревији за право, студија је закључила да је било 7,9% мање црначких адвоката него што би било да није било афирмативне акције. Студија носи назив „системска анализа афирмативне акције на америчким правним факултетима.“ У чланку се такође наводи да због неподударања, црнци имају веће шансе да напусте правни факултет.
Сандеров чланак који говори о неподударању, критикован је од стране неколико професора права, укључујући и Ијана Ајреса и Ричарда Брокса са Јејл колеџа, који тврде да би се елиминисањем афирмативне акције заправо смањио број црначких адвоката за 12,7%. Из 2008. године, студија Џес Ротштајн и Алберта Х. Јуна потврдила је Сандерове налазе неусклађености, али је такође закључено да би елиминација афирмативне акције „довела до 63% пада међу црначким студентима на свим правним факултетима, и пад од 90% у елитним правним факултетима“. Ове високе бројке предвиђања су биле сумњичаве у прегледу претходних студија Питера Аркидијана и Мајкла Ловенхајма. Њихова чланак из 2016. године, указао је на јак показатељ да афирмативна акција као резултат има ефекат неусклађености. Они су тврдили да би присуство неких афроамеричких студената у мање селективним школама значајно побољшао ниску стопу, али су упозорили да би таква побољшања довела до смањењења похађања наставе права.
Студија из 2011 увиђа да се несклад може десити само када селективна школа располаже приватним информацијама, или уколико би те информације биле обелодањене, што би променило избор студента. Студија је показала да је то, у ствари, случај  Дјук универзитета, и да оваква информација предвиђа академски успех ученика након почетка колеџа.
Истраживање из 2016. године о афирмативној акцији у Индији, успело је да пронађе доказе о хипотези неусаглашености.